# 时光倒流七十年
《时光倒流七十年》（英語：Somewhere in Time），是1980年吉诺特·兹瓦克执导的浪漫奇幻电影。改编自理察·麥瑟森1975年小说《重返的时刻》（Bid Time Return）。
獲第53屆奧斯卡最佳服装设计奖提名及第38屆金球獎最佳原创音乐奖提名。

## 劇情概要
男主角Richard Collier在1972年的大學畢業聚會上遇到一個神秘的老婦人，她走到Richard的跟前，輕聲低喃：「回到我身邊來吧！(Come back to me.)」又交給Richard一個老舊的懷錶後，便於夜色中緩緩的離開。
Richard對此感到困惑，但他漸漸淡忘了這回事。八年之後，已成為劇作家的Richard與女友分手後決定前往麥克金納島度假，在他下榻的Grand Hotel的歷史文物廳中掛著一幅年輕女子的相片，Richard注視著相片中那張美麗的臉，久久無法自拔，他莫名的感到似曾相識。
經過Richard的多方查證，原來相片上的人是已故女演員Elise McKenna，也就是八年前給他懷錶的那個老婦人，她在見到Richard的當晚在家中過世。且Richard發現，原來自己曾與Elise相識相戀。
自己竟會和一位70年前的女子相戀，這簡直不可思議，但Richard對此深信不疑。為此廢寢忘食的Richard，得到從前就讀大學的物理學教授的幫助，他希望能透過時光倒流的方法回到過去。
改變房裡的擺設，穿著70多年前流行款式的西裝，躺在床上自我催眠的Richard，多次嘗試未果後，終於成功進入夢鄉回到過去。在那個時空的陌生人群中四處追尋，他找到了Elise，很快他們便陷入熱戀。
Elise的經紀人William卻想盡辦法要將兩人分開，因為他害怕墜入愛河的Elise會為了Richard離開她的演藝之路，然而這一切並不能阻止他們相見。就在他們擺脫了William，愉快地談論著將來時，Richard意外地從上衣口袋裡掏出一枚1979年的硬幣，瞬間把他帶回現代。
無法再回到過去見到愛人的Richard將自己反鎖在房間裡，幾天後，Grand Hotel的老員工救出了昏迷的Richard，但此時的Richard因為整整一個星期沒有進食而進入彌留狀態。此時的他出現了幻覺，看見年輕的Elise正向他招手，他走上前去緊握其手。
相隔近70年，二人終於再次團聚。
全劇在此完結。

## 主要角色
- 克里斯托弗·里夫 饰 理察·柯里爾（Richard Collier）
- 珍·西摩兒 饰 艾莉絲·麥肯納（Elise McKenna）
- 基斯杜化·龐馬 饰 威廉·佛塞特·羅賓森（William Fawcett Robinson）
- 泰瑞莎·萊特（英语：Teresa Wright） 饰 劳拉·罗伯茲（Laura Roberts）
- 比爾·厄文（英语：Bill Erwin） 飾 亞瑟·比爾（Arthur Biehl）
- 喬治·沃斯科維奇（英语：George Voskovec） 飾 杰拉德·芬尼博士（Dr. Gerard Finney）
- 蘇珊·弗倫奇（英语：Susan French） 飾 老年艾莉絲·麥肯納（Older Elise）
- 約翰·阿爾文（英语：John Alvin） 飾 亞瑟的父親（Arthur’s father）
- 埃德拉·蓋爾（英语：Eddra Gale） 飾 吉納維芙（Genevieve）

## 影片製作

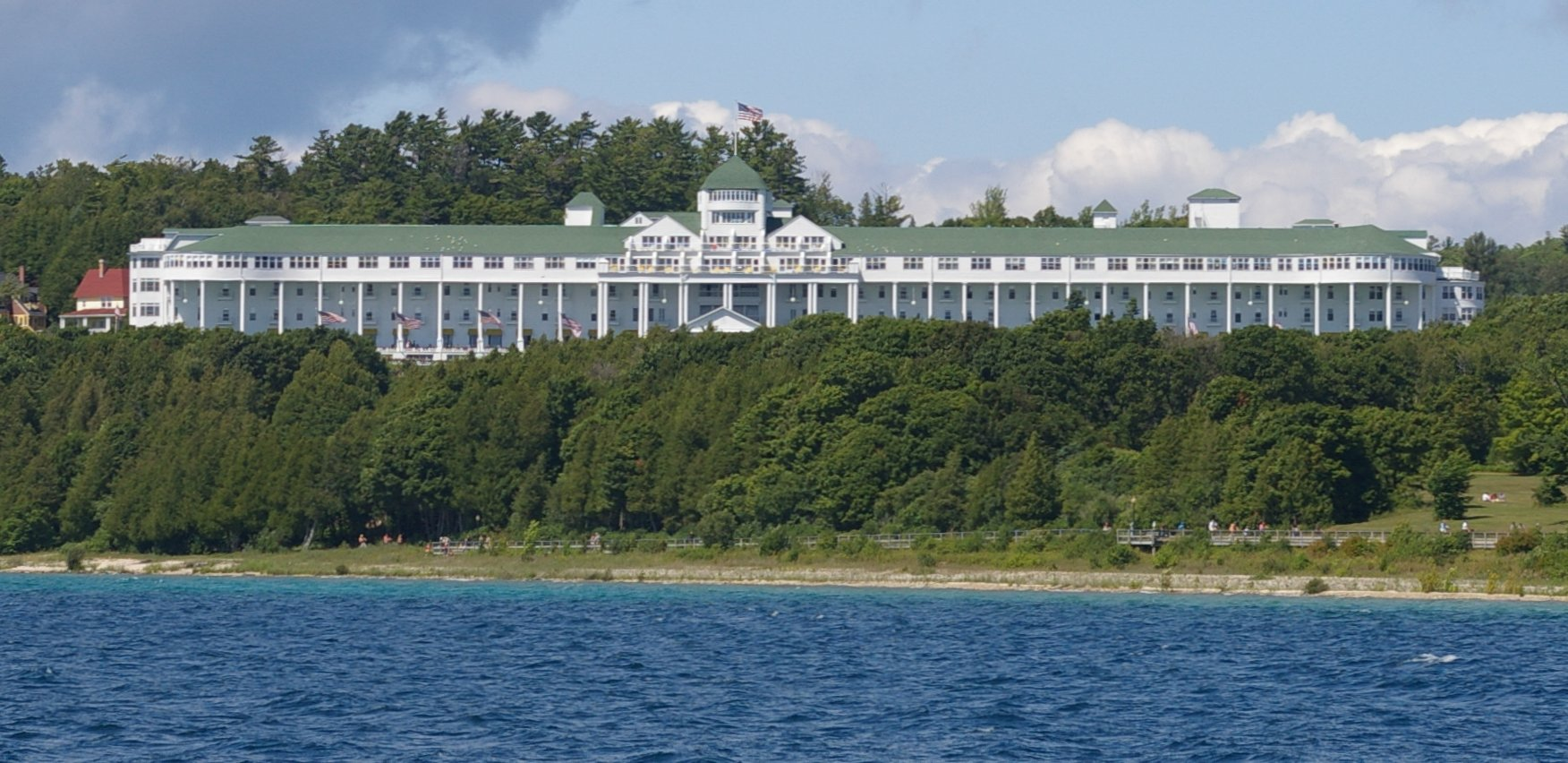
影片在密西根州麥基諾島的格蘭特大酒店拍攝。

此片改编自小说《重返的时刻》，作者理察·麥瑟森在小说的前序中坦言，一次他与家人的旅行途中，偶然在弗吉尼亚城的一家歌剧院门口看到一张海报，那是已故美国著名女演员莫德·亚当斯的海报，在那一刹那，他爱上了她，而《时光倒流七十年》中那段动人的故事也因此产生了。
《時光倒流七十年》的制作成本只有500万，这在现今乃至当时都只能算一个很微不足道的数目，而且其中的五分之一是作为男主角的扮演者基斯杜化·李夫的片酬，同时，由于拍摄时间十分紧湊，因此所有工作人员及演员必须一星期工作六天，每天工作16小时。在这样艰苦的条件下，却没有一个人抱怨，摄像师甚至表示他愿意无偿的工作，而凭借《超人》一片迅速竄红的基斯杜化·李夫则无数次拒绝了一些片酬优厚多倍的剧组的邀请，这其中的原因只能够在剧本中寻找。

### 配樂
除了约翰·拜瑞的配樂外，電影亦引用了拉赫曼尼諾夫的《帕格尼尼主題狂想曲变奏十八》。

## 反響
電影在發行之初並不賣座，就連導演吉诺特·兹瓦克後來也不得不承認，儘管他與全体制作人员都对这部片有莫大期望，《時光倒流七十年》的票房以及奖项都曾令他感到難過。当时影片试映時，并没有受到观众的爱戴，所以也就沒辦法在戏院播放。
事隔多年，这部影片无意间由一个电视台高层工作者发现了，他給这段动人的爱情故事深深打动，於是將之在有线频道播放，結果观众反应热烈。《时光倒流七十年》這部差点被埋没的好片子就这样重见天日，成为经典電影。
《時光倒流七十年》於1981年9月12日開始在香港當時最豪華的碧麗宮戲院獨家放映，因口碑及票房俱佳而持續放映至翌年的4月22日，共放映223日，創下連續上映同一套電影的最長紀錄，亦同時寫下連續三個月全院滿座的一頁，最終票房收入達938萬港元，並成為1982年香港電影票房外語電影冠軍，轟動全港。因本片在香港大受歡迎，香港男歌手鄭少秋曾於1982年演唱由卡龍填詞、改編自本片主題音樂而成的粵語流行曲《如在夢中》，收錄於其《富貴榮華》專輯內。

## 外部連結
- 官方网站
- 互联网电影数据库（IMDb）上《时光倒流七十年》的资料（英文）
- AllMovie上《时光倒流七十年》的资料（英文）
- 爛番茄上《时光倒流七十年》的資料（英文）
- Box Office Mojo上《时光倒流七十年》的資料（英文）
- Metacritic上《时光倒流七十年》的資料（英文）
- 開眼電影網上《时光倒流七十年》的資料（繁體中文）
- 豆瓣电影上《时光倒流七十年》的資料 （简体中文）
- 时光网上《时光倒流七十年》的資料（简体中文）